# 陈育明
陈育明（1956年7月—），男，北京人，中华人民共和国外交官。

## 生平
1976年，进入中华人民共和国外交部工作，先后在驻罗马尼亚大使馆、外交部苏联东欧司、外交部欧亚司任职。1996年，任常驻联合国代表团参赞。1998年，任外交部政策研究室副主任。2002年3月，出任中华人民共和国驻立陶宛大使。2005年，任外交部外事管理司司长。2010年10月，出任中华人民共和国驻澳大利亚大使。2013年10月，出任中华人民共和国驻瑞典大使。2017年8月，任满退休。2018年，任中国公共外交协会副会长。

## 家庭
妻子白晓梅，也是一位职业外交官。